# Il coniglio che la sa lunga
Il coniglio che la sa lunga (Rabbit Seasoning) è un film del 1952 diretto da Chuck Jones. È un cortometraggio d'animazione della serie Merrie Melodies, uscito negli Stati Uniti il 20 settembre 1952. Il film è il secondo episodio della "trilogia della caccia", preceduto da Il coniglio focoso (1951) e seguito da Papere e conigli (1953). Dal 1999 viene distribuito col titolo Caccia al coniglio.

## Trama
Daffy Duck tappezza la foresta di cartelli che annunciano l'apertura della caccia ai conigli e attira Taddeo alla tana di Bugs Bunny, poiché in realtà è la stagione delle anatre. Taddeo ordina a Bugs di uscire dalla tana, ma questo esce da un altro buco e inizia a parlargli senza che Taddeo lo riconosca. Daffy allora esce dal suo nascondiglio e tenta di convincere Taddeo a sparare a Bugs, ma il coniglio inganna Daffy scambiando i pronomi e fa in modo che egli ordini più volte a Taddeo di sparargli. A un certo punto Taddeo si spazientisce e inizia a sparare a entrambi, che sono quindi costretti a rifugiarsi in un buco sotto terra. Daffy si rifiuta di fare da diversivo per fuggire come suggerito da Bugs, così il coniglio si veste da donna e riesce a ingannare Taddeo, finché non arriva Daffy a togliergli la parrucca e ordinare a Taddeo di sparargli. Bugs risponde chiedendo "Vuoi sparargli qui o aspettare di essere a casa?" Daffy tenta di sfuggire ad altri trucchi scegliendo quest'ultima opzione, dopodiché si unisce a Taddeo in una passeggiata fino alla sua cabina e viene nuovamente colpito.

## Distribuzione

### Edizione italiana
Il corto arrivò in Italia direttamente in televisione, venendo trasmesso su Rete Uno il 16 giugno 1979. Il doppiaggio fu eseguito dalla Mops Film e diretto da Willy Moser. Nel 1999 il corto fu ridoppiato dalla Angriservices Edizioni sotto la direzione di Renzo Stacchi per l'uscita in VHS. In DVD è stato però incluso il primo doppiaggio.

### Edizioni home video

#### VHS
America del Nord
- A Salute to Chuck Jones (1985)
- Elmer Fudd's Comedy Capers (1986)
- Looney Tunes: The Collector's Edition - All-Stars (novembre 1999)

Italia
- Caccia al coniglio (settembre 1999)

#### Laserdisc
- Winner by a Hare (1992)

#### DVD e Blu-ray Disc
Il corto fu pubblicato in DVD-Video in America del Nord nel primo disco della raccolta Looney Tunes Golden Collection: Volume 1 (intitolato Best of Bugs Bunny) distribuita il 28 ottobre 2003, dove è visibile anche con un commento audio di Michael Barrier e con la colonna internazionale; il DVD fu pubblicato in Italia il 2 dicembre 2003 nella collana Looney Tunes Collection, col titolo Bugs Bunny. Il 13 ottobre 2009 fu inserito nel primo disco della raccolta DVD Looney Tunes Spotlight Collection Volume 7, mentre in Italia fu inserito nel DVD Bugs Bunny della collana I tuoi amici a cartoni animati!, uscito il 15 novembre 2011. Fu infine incluso (nuovamente col commento audio) nel secondo disco della raccolta Blu-ray Disc e DVD Looney Tunes Platinum Collection: Volume Two, uscita in America del Nord il 16 ottobre 2012.

## Accoglienza
Nel 1994 il film si classificò al 30º posto nel libro di Jerry Beck The 50 Greatest Cartoons. Nel 2010 fu invece selezionato per l'inclusione nel libro di Beck The 100 Greatest Looney Tunes Cartoons; in tale occasione l'animatore J. J. Sedelmeier scrisse: "Dei tre cartoni animati "Sparagli ora!" del regista Chuck Jones, Il coniglio che la sa lunga è sempre stato il mio preferito. Bugs, Daffy e Taddeo sono così fermamente definiti come i personaggi che tutti conosciamo e amiamo che sono quasi parodie di se stessi. Anche se questo corto è il secondo della serie, è ancora fresco e saldo. Ciò che è sorprendente è anche come non sembri un cartone animato che ha quasi sessant'anni. Il tempismo dei tagli – l'espressione di Daffy quando Taddeo dice a Bugs che non ha ancora visto un coniglio – e gli eterogenei, eccentrici effetti sonori alla W.C. Fields che sembrano fuoriuscire da Daffy sono eccezionali ancora oggi".